# Lottie Dod
Charlotte »Lottie« Dod, angleška športnica, * 24. september 1871, Bebington, grofija Chesire, Anglija, † 27. junij 1960, Sway, Anglija.
Najbolj je znana kot tenisačica. Petkrat je osvojila Odprto prvenstvo Anglije v Wimbledonu, prvič pri 15. letih. Na lokostrelskem delu poletnih olimpijskih igrah leta 1908 je osvojila srebrno olimpijsko medaljo.
V Guinessovi knjigi rekordov je vpisana kot najbolj vsestranska ženska športnica vseh časov.